# Área sanitaria de Orense, Verín y El Barco de Valdeorras

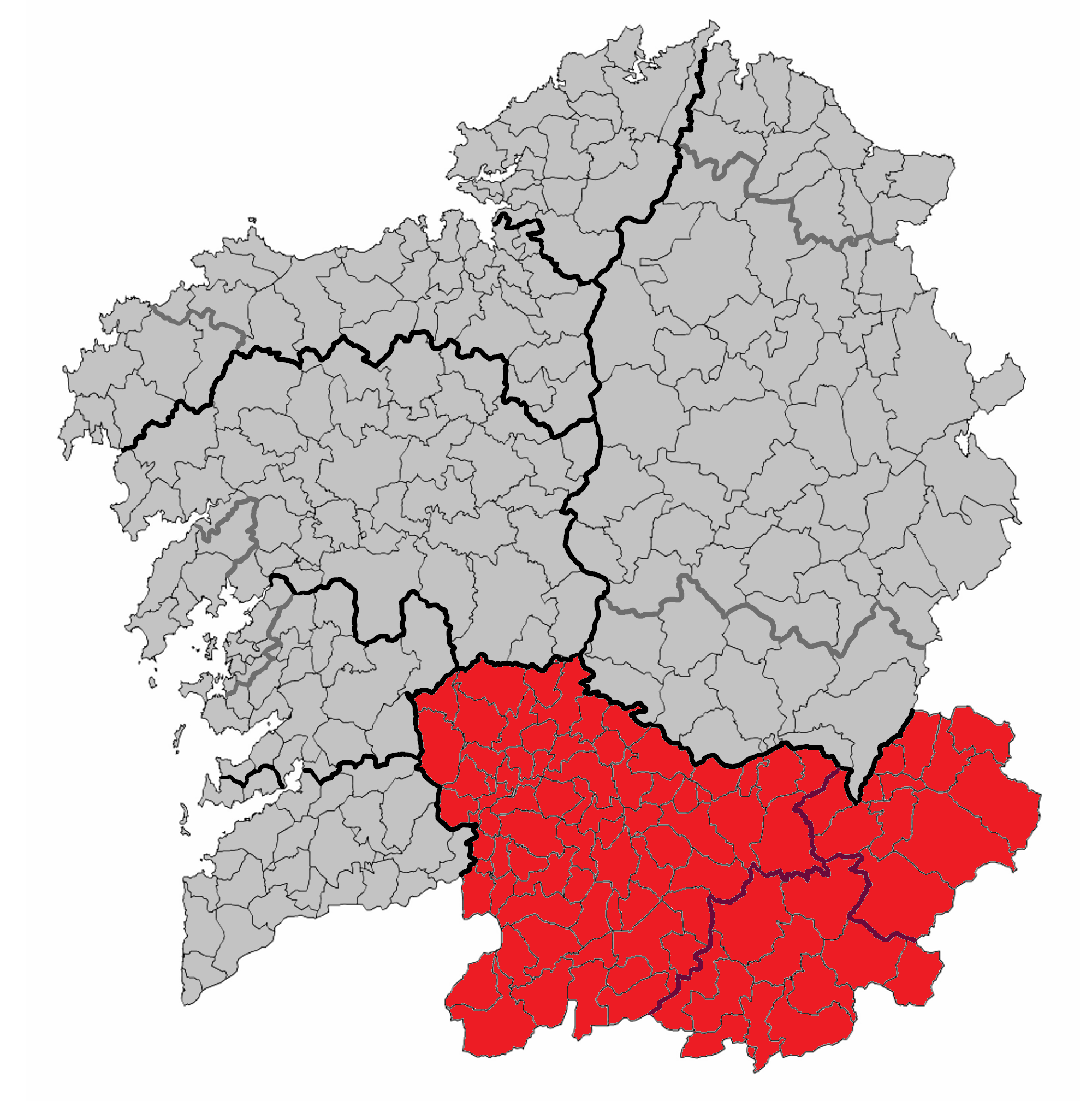
Mapa del área de salud de Orense, Verín y El Barco de Valdeorras.

El área sanitaria de Orense, Verín y El Barco de Valdeorras es una de las siete áreas sanitarias en las que se divide el sistema sanitario público gallego. Su territorio coincide con el de la provincia de Orense, y se divide en tres distritos sanitarios: el Distrito Sanitario de Orense, al oeste de la provincia, el Distrito Sanitario de El Barco de Valdeorras al noreste de la provincia, y el Distrito Sanitario de Verín al sureste.
El Distrito Sanitario de Orense comprende los siguientes municipios: Allariz, Amoeiro, Arnoya, Avión, Baltar, Bande, Baños de Molgas, Barbadanes, Beade, Beariz, Blancos, Boborás, La Bola, Calvos de Randín, Carballeda de Avia, Carballino, Cartelle, Castrelo de Miño, Castro Caldelas, Celanova, Cenlle, Chandreja de Queija, Coles, Cortegada, Entrimo, Esgos, Gomesende, Irijo, Leiro, Lobera, Maceda, Maside, Melón, La Merca, Montederramo, Muíños, Nogueira de Ramuín, Orense, Paderne de Allariz, Padrenda, Parada de Sil, Pereiro de Aguiar, La Peroja, Piñor, Puentedeva, Porquera, Pungín, Quintela de Leirado, Rairiz de Veiga, Ramiranes, Ribadavia, San Amaro, San Ciprián de Viñas, San Cristóbal de Cea, Sandianes, Río, Sarreaus, Taboadela, La Teijeira, Toén, Trasmiras, Verea, Villamarín, Villar de Barrio, Villar de Santos, Ginzo de Limia, Junquera de Ambía y Junquera de Espadañedo. 
Por su parte, el Distrito Sanitario de El Barco de Valdeorras se extiende por los municipios de El Barco de Valdeorras, El Bollo, Carballeda de Valdeorras, Laroco, Manzaneda, Petín, Puebla de Trives, Rúa, Rubiana, La Vega, Villamartín de Valdeorras y Viana del Bollo.
Finalmente, los municipios del Distrito Sanitario de Verín son Castrelo del Valle, Cualedro, La Gudiña, Laza, La Mezquita, Monterrey, Oímbra, Riós, Verín, Villardevós y Villarino de Conso.
El Distrito Sanitario de Orense cuenta con el Complejo Hospitalario Universitario de Orense, que ofrece asistencia sanitaria a una población de 240.820 ciudadanos con tarjeta sanitaria. El Distrito Sanitario de El Barco de Valdeorras cuenta con el Hospital Público de Valdeorras que da servicio a los 30.229 ciudadanos con tarjeta sanitaria del distrito. Finalmente, en el Distrito Sanitario de Verín, el Hospital Público de Verín tiene adscritas 26.097 tarjetas sanitarias.